# Trecasali
Trecasali (emilián nyelven Tricasèl) település Olaszországban, Emilia-Romagna régióban, Parma megyében.  Trecasali Fontanellato, San Secondo Parmense, Sissa, Torrile és Parma községekkel határos.

## Népesség
A település lakossága az elmúlt években az alábbi módon változott: